# Stadshagen

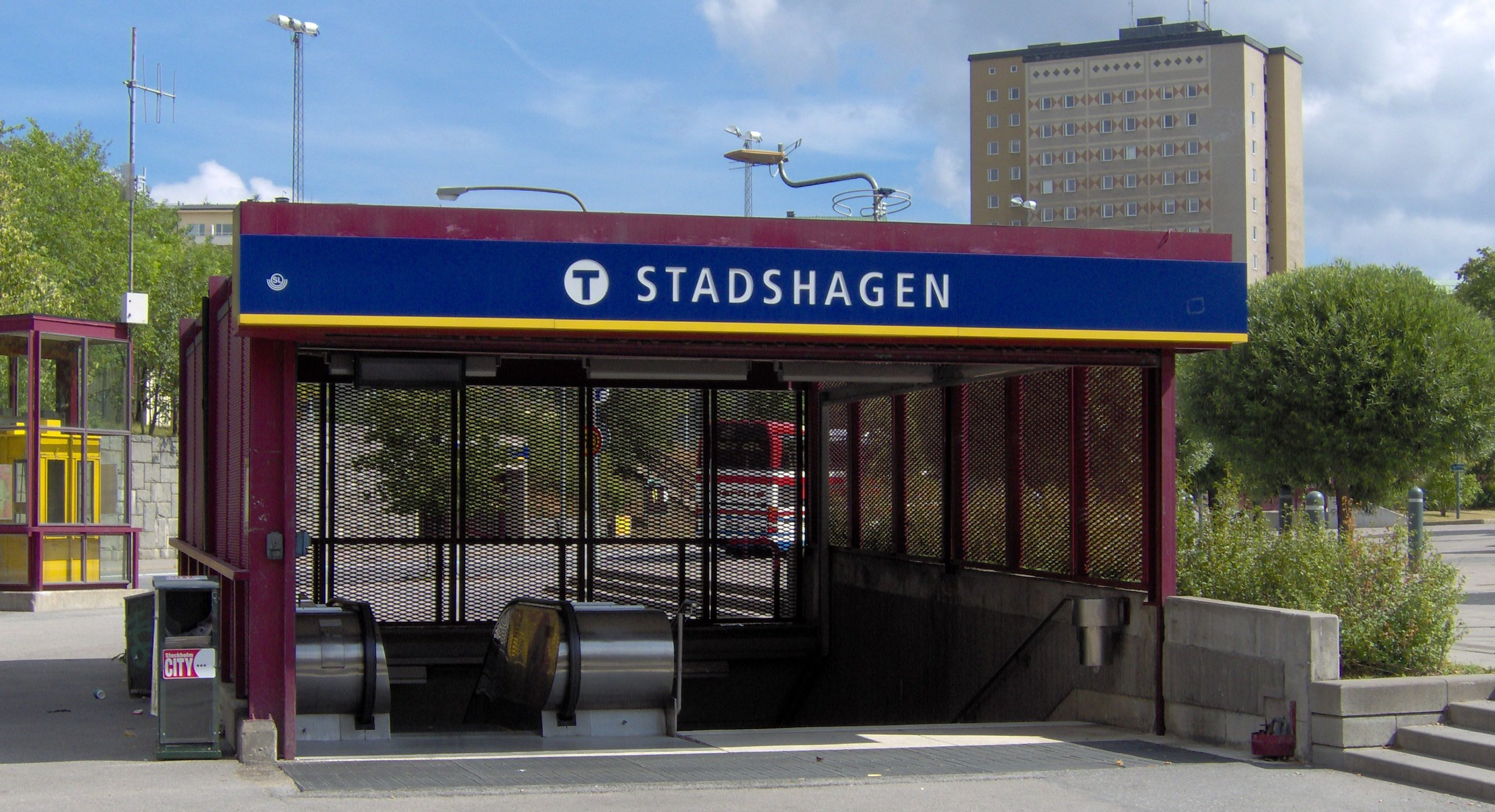
L'entrata della stazione della metropolitana.

Stadshagen è un'area di Stoccolma, situata nella parte più settentrionale della zona di Kungsholmen, nonché una omonima stazione della metropolitana cittadina.
È qui localizzato il S:t Görans sjukhus, uno dei più importanti ospedali della capitale, aperto nel 1888.
Presso Stadshagen sono particolarmente diffusi i conigli selvatici neri, considerati però fastidiosi; per questo motivo centinaia di questi vengono soppressi ogni anno.